# Cercador d'escriptori
Un cercador d'escriptori és una eina informàtica que busca documents dins d'un ordinador personal (en comptes de fer-ho a Internet) com per exemple l'historial de navegació web, arxius de correu electrònic, documents de text, arxius de so, d'imatges o de vídeo.
A mesura que passa el temps i la tecnologia avança la capacitat d'emmagatzematge dels discs durs és més gran. Això comporta que el volum d'informació que l'usuari pot tenir guardat es faci molt difícil de controlar i que quan hagi de buscar un arxiu no el trobi. Per aquest motiu han sorgit diversos cercadors d'escriptori, que segueixen la mateixa idea d'un cercador d'Internet.

## Tecnologia
Un motor de cerca d'escriptori típic inclou un indexador que rastreja el disc dur en cerca d'arxius existents. Quan troba un arxiu extreu la següent informació i la guarda a un arxiu d'índex: 
- La localització jeràrquica al disc dur de l'arxiu.
- Metadades (el nom, el tipus, l'extensió, les paraules clau de l'arxiu, etc.).

Un cop els documents existents han sigut indexats, el rastrejador indexa els nous documents en temps real. Durant les cerques, el motor de cerca relaciona les consultes fetes per l'usuari amb els elements indexats (mira a l'arxiu d'índex) per trobar els arxius més ràpidament. Finalment mostra per pantalla els resultats obtinguts.
El fet d'indexar arxius suposa un cert consum d'espai al disc dur, per exemple, en el cas del cercador Beagle pot suposar entre un 5 i un 10% de la mida de les dades.

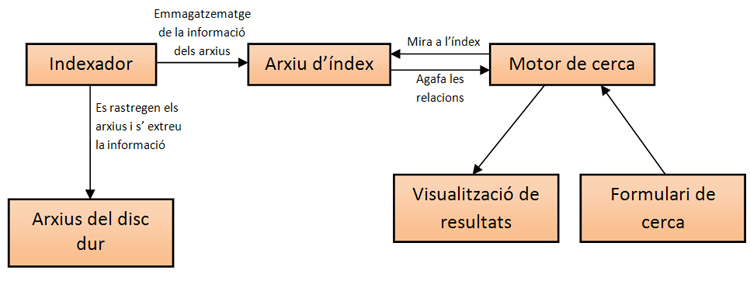
Esquema bàsic del funcionament d'un cercador d'escriptori.

## Objectius
La cerca d'escriptori es fa molt complicada perquè existeixen molts tipus d'arxius, els quals poden ser estructurats o no estructurats.
Els estructurats (bases de dades o documents de text amb etiquetes incrustades) solen ser més fàcils de trobar que els no estructurats (per exemple arxius de música, imatges o vídeo), ja que aquests últims no contenen text.
Per tant, un dels objectius d'un cercador d'escriptori és poder reconèixer diferents tipus d'arxius. Això s'aconsegueix mitjançant l'ús de filtres que interpreten els formats de fitxers seleccionats. Per exemple, un filtre de Microsoft Office podria ser utilitzat per cercar dins de documents de Microsoft Office.
Un altre objectiu important és que els motors de cerca no carreguin massa la memòria i els recursos de l'ordinador, per tant han de ser tan eficients com sigui possible.
De tots els cercadors d'escriptori que existeixen al mercat, la gran majoria adopta les següents pautes de treball de cara a l'usuari:
- Definir la consulta a fer amb el mínim de paraules clau.
- Recuperar la informació d'un conjunt de documents que estan relacionats d'alguna manera amb la consulta realitzada.
- Presentar a l'usuari aquests documents ordenats d'una manera primària.
- Permetre reordenar la llista de documents presentats (per data del darrer accés, nom d'arxiu, etc.).

L'últim punt, tot i ser de fàcil implementació, a vegades no s'inclou i el cercador solament ofereix una única llista ordenada (per exemple Google Desktop o Spotlight).

## Millores
Avui dia els cercadors d'escriptori són més eficients que fa una dècada. Aquesta millora es podria classificar de la següent manera:
- Cerca de diferents formats al mateix temps. Els primers cercadors d'escriptori solament permetien buscar un arxiu amb un format concret. Actualment es poden fer cerques sobre diversos formats alhora.
- Visualització de resultats més ràpida. Motors de cerca molt més eficients i ràpids.
- Disseny centrat a l'usuari. Anteriorment l'usuari havia d'escollir entre buscar un document en un format o en un altre, en posar el nom de l'arxiu complert o una part o inclús havia d'especificar la data de l'última modificació... és a dir, l'usuari havia d'introduir moltes dades al cercador perquè aquest li retornés uns resultats en un termini de temps raonable. Era un disseny centrat en la màquina. Actualment els cercadors permeten reduir el treball a l'usuari fins a un mínim evitant així que hagi d'introduir moltes dades.
- Cerca incremental Els cercadors d'escriptori més nous comencen a buscar des que l'usuari prem la primera tecla de la consulta. Això permet que (a) l'usuari i l'ordinador no s'hagin d'esperar l'un a l'altre (b) l'usuari sap el que escriu i pot deixar de fer-ho si troba l'arxiu abans d'acabar d'escriure (c) l'usuari rep una constant contestació (si és necessari, pot corregir errors d'escriptura o tornar a definir la seva cerca sense interrompre l'ordinador).

## Programari rellevant
A continuació es mostra una taula amb alguns dels cercadors d'escriptori més rellevants actualment.
| Nom                     | Sistema operatiu                  | Característiques rellevants | Última versió                     |
| ----------------------- | --------------------------------- | --- | --------------------------------- |
| Spotlight               | Mac OS X 10.5 (Leopard)           | - Redueix la cerca indicant la data de creació, la data de modificació, la mida i altres atributs. - Introdueix els operadors lògics AND, NOT i OR a les cerques. - Cerca sobre altres màquines connectades en xarxa sempre que aquestes tinguin habilitada l'opció de compartir fitxers. | Inclòs al Leopard/Octubre de 2007 |
| Copernic Desktop Search | Microsoft Windows XP/ Vista/ 2003 | - Aplicació intuïtiva i senzilla d'utilitzar. - Mostra els resultats a mesura que introdueixes la paraula a la consulta (Search as you type). - Permet crear nous plug-ins que permetin trobar altres tipus d'arxius.                                                                     | v3.0/Setembre de 2008             |
| Google Desktop          | Multiplataforma                   | - Aplicació simple i gratuïta. - Permet indexar altres tipus d'arxius instal·lant plug-ins addicionals. | v5.8.809.23506/Octubre de 2008    |
| Windows Search          | Microsoft Windows XP/ Vista/ 2003 | - Temps de resposta un 33% més ràpid que les versions anteriors. - Permet la indexació remota d'arxius en màquines sense importar la versió de Windows utilitzada. | v4.0/Juny de 2008                 |
| Beagle                  | Linux                             | - Indexació en temps real. | v0.3.8/Juliol de 2008             |